# Ланг, Роберт (хоккеист)
Ро́берт Ланг (чеш. Robert Lang; род. 19 декабря 1970 года, Теплице, Чехословакия) — чехословацкий и чешский хоккеист, игравший на позиции центрального нападающего. Олимпийский чемпион 1998 года и чемпион мира 1996 года.

## Карьера
Хоккейную карьеру начал на родине в 1988 году в команде «Литвинов».
В 1990 году был выбран на драфте НХЛ под 133-м общим номером командой «Лос-Анджелес Кингз».
В течение профессиональной клубной игровой карьеры, которая продолжалась 23 года (с 1988 по 2010 год), играл за клубы НХЛ «Лос-Анджелес Кингз», «Бостон Брюинз», «Питтсбург Пингвинз», «Вашингтон Кэпиталс», «Детройт Ред Уингз», «Чикаго Блэкхокс», «Монреаль Канадиенс» и «Финикс Койотс». Также выступал за клубы ИХЛ «Финикс Роудраннерс» и «Хьюстон Аэрос», в Чехии за «Литвинов» и пражскую «Спарту».
После окончания сезона 2009/2010 завершил карьеру.
Помимо клубов также играл за сборные Чехословакии и Чехии. В составе чешской сборной завоевал золотые медали Олимпийских игр 1998 года в Нагано и чемпионата мира 1996 года в Вене. Также по 2 раза становился бронзовым призёром Олимпийских игр (1992 и 2006) и чемпионатов мира (1992 и 1997).
В 2004 году был признан лучшим хоккеистом Чехии.
17 декабря 2015 года был принят в зал славы чешского хоккея.
Проживает вместе с семьей в городе Сан-Диего, штат Калифорния. Женат на американке Дженнифер, у них два сына Келли (1998 г.р.) и Брукс (2000 г.р.).

## Достижения
- Олимпийский чемпион 1998
- Чемпион мира 1996
- Бронзовый призер Олимпийских игр 1992 и 2006
- Бронзовый призер чемпионатов мира 1992 и 1997
- Обладатель Золотой клюшки лучшему хоккеисту года в Чехии 2004
- Участник Матча всех звёзд НХЛ 2004

## Статистика
- НХЛ — 1080 игр, 749 очков (279 шайб + 470 передач)
- Чемпионат Чехии (Чехословакии) — 201 игра, 184 очка (71+113)
- Сборная Чехии (Чехословакии) — 100 игр, 22 шайбы
- ИХЛ — 91 игра, 73 очка (21+52)
- Всего за карьеру — 1472 игры, 393 шайбы